# Isopogon robustus
Isopogon robustus (лат.) — кустарник, вид рода Изопогон (Isopogon) семейства Протейные (Proteaceae), эндемик небольшого региона на юго-западе Западной Австралии. Кустарник с цилиндрическими листьями и овальными цветочными головками розовых цветков.

## Ботаническое описание
Isopogon robustus — кустарник до 1,5 м в высоту и 2 м в ширину с коричневатыми ветвями. Листья цилиндрические до 150 мм в длину и 2,5-3,3 мм в ширину и более или менее сидячие. Цветки расположены в овальных сидячих цветочных головках, состоящих примерно из 19-25 розовых цветков, цветочные головки около 38 мм в диаметре с яйцевидными обволакивающими прицветниками у основания. Цветение происходит в октябре, и плод представляет собой опушённый орех длиной около 3-3,5 мм, слитый с другими в сферическую плодовую головку диаметром 9-24 мм.

## Таксономия
Isopogon robustus был впервые официально описан в 2005 году Нилом Гибсоном в журнале Muelleria из рукописи, подготовленной Дональдом Брюсом Форманом, но не опубликованной до его смерти. Видовой эпитет относится к толстым листьям и крупным цветкам этого изопогона.

## Распространение и местообитание
Эндемик Западной Австралии. Растёт на латерите, но известен только по популяции, насчитывающей около 120 растений, в районе Паркер хребта возле города Саут-Кросс на юго-западе Западной Австралии.

## Охранный статус
Вид внесён в список «находящихся под угрозой исчезновения» в соответствии с Законом правительства Австралии о защите окружающей среды и сохранении биоразнообразия 1999 года и как «находящийся под угрозой исчезновения (объявленная редкая флора — сохранившаяся)» Департаментом окружающей среды и охраны окружающей среды (Западная Австралия). Международный союз охраны природы классифицирует природоохранный статус вида как «находящийся на грани полного исчезновения».